# Rio Nueces
O rio Nueces (em inglês:  Nueces River) é um rio do sudoeste dos Estados Unidos e que desagua no golfo do México.

## História
Um dos primeiros colonos a explorar a área foi o capitão Blas María de la Garza Falcón em 1766. Desde antes do fim da Revolução do Texas, o México reconheceu que o Rio Nueces foi historicamente a fronteira do Texas com o restante do país. No entanto, a República do Texas afirmou que o Rio Grande era que fazia a sua fronteira com o México, citando o Tratado de Velasco assinado pelo presidente mexicano Santa Anna, que concordou com a fronteira do Rio Grande, depois de perder a Batalha de San Jacinto. Esta disputa continuou após a anexação do Texas, e foi uma das causas da Guerra Mexicano-Americana. O Tratado de Guadalupe Hidalgo pôs fim à disputa, com o México, reconhecendo sob pressão, o Rio Grande como sua fronteira norte.